# Semniomima clarissalis
Semniomima clarissalis is een vlinder uit de familie van de grasmotten (Crambidae). De wetenschappelijke naam van deze soort is voor het eerst voorgesteld als Nomophila clarissalis door William Schaus in een publicatie uit 1920.
De soort komt voor in Peru.